# Biłećkiwka
Biłećkiwka (ukr. Білецьківка) – wieś na Ukrainie, w obwodzie połtawskim, w rejonie krzemieńczuckim, w hromadzie Kamjani Potoky. W 2001 liczyła 1915 mieszkańców, spośród których 1812 wskazało jako ojczysty język ukraiński, 99 rosyjski, 1 białoruski, 1 ormiański, a 2 inny.